# 外交部机关及驻外机构服务中心
外交部机关及驻外机构服务中心（外交部机关及驻外机构服务局），部内简称服务中心，成立于1994年1月，是中华人民共和国外交部直接领导的事业单位。

## 机构沿革
外交部机关及驻外机构服务中心成立于1994年1月。

## 工作职能
外交部机关及驻外机构服务中心主要按照国务院和外交部给其确定的工作范围，其主要任务是为部机关及驻外使领馆（团、处）提供后勤保障服务。

## 组织结构
外交部机关及驻外机构服务中心下设以下部门、单位和企业：
- 办公室
- 人事处
- 财务处
- 党委办公室
- 纪检室
- 发展调研风控处
- 基建工程处
- 人事二处
- 集中采购中心
- 机关门诊部
- 领事服务处
  - 国信经纬公司
- 礼宾服务处
  - 茂发国际旅行社
    - 茂发国际旅行社韩国分社

  - 捷德公司
  - 高士登咨询公司
- 机关事务综合服务处
  - 北京茂鑫公司
  - 国交商社
- 驻外机构供应处
  - 北京海石花公司
    - 天津海石花公司
    - 迪麦克公司
- 生活服务处
  - 茂达商社
    - 厦门华风物业
    - 亚美欧服装市场中心

  - 幼儿园
  - 张湾培训中心
  - 怀柔培训中心
  - 北戴河休养所
- 楼宇管理处
  - 茂苑物业公司
    - 天津茂苑物业公司

  - 国韵建筑公司
    - 北京国韵置业公司
    - 北京国韵建筑公司
- 千代福公司
  - 天津千代福公司
- 华风宾馆